# Marvada Pinga
A Marvada Pinga, chamada originalmente de Festança no Tietê e conhecida ainda como Moda da Pinga, é uma composição de Ochelsis Laureano que foi gravada por Raul Torres no ano de 1937, célebre porém na voz de Inezita Barroso. Inezita lançou sua gravação no ano de 1953 num compacto simples, cujo lado B contava com a samba-canção chamada Ronda, de autoria de seu amigo Paulo Vanzolini. A "Moda da Pinga", no entanto, foi gravada por inúmeros outros artistas, dentre eles As Galvão, Laureano e Mariano, Passoca e Pena Branca e Xavantinho.